# Unidad periférica de Tríkala
Tríkala (en griego Τρίκαλα, Tríkala) es una unidad periférica de Grecia. Hasta el 1 de enero de 2011 fue una de las 51 prefecturas en que se dividía el país. La capital es Tríkala, se localiza al noroeste de Tesalia, e incluye los monasterios de Kalampaka y Meteora. Se localiza al noroeste de Atenas y se divide en 2 regiones: Kalampaka y Tríkala.

## Municipios
Se divide en cuatro municipios:
- Farkadona
- Kalambaka
- Pyli
- Tríkala